# Ennupla logaritmicamente concava
In matematica, una n-pla, o rigorosamente una (n+1)-pla, {\displaystyle a=\left(a_{0},a_{1},...,a_{n}\right)} di numeri reali non negativi è detta logaritmicamente concava, se {\displaystyle {a_{i}}^{2}\geq a_{i-1}a_{i+1}} per {\displaystyle 0<i<n}.
Alcuni autori (esplicitamente o meno) aggiungono ulteriori ipotesi nella definizione di n-pla logaritmicamente concava, tra cui
- {\displaystyle a} non contiene zeri al suo interno.

Queste ipotesi imitano quelle per le funzioni logaritmicamente concave.
Le n-ple che soddisfano queste condizioni sono anche chiamate Pòlya Frequency sequences di ordine 2 (PF2 sequences). Consultare il capitolo 2 di per una discussione di queste nozioni.
Per esempio, la sequenza {\displaystyle (1,1,0,0,1)} verifica le disuguaglianze relative alla concavità ma non la condizione di non avere zeri interni.
Esempi di sequenze logaritmicamente concave sono date dai coefficienti binomiali lungo una qualsiasi riga del triangolo di Pascal.